# Christ pantocrator
« Pantocrator » redirige ici. Pour les autres significations, voir Pantokrator.
 (novembre 2010).
Si vous disposez d'ouvrages ou d'articles de référence ou si vous connaissez des sites web de qualité traitant du thème abordé ici, merci de compléter l'article en donnant les références utiles à sa vérifiabilité et en les liant à la section « Notes et références ».

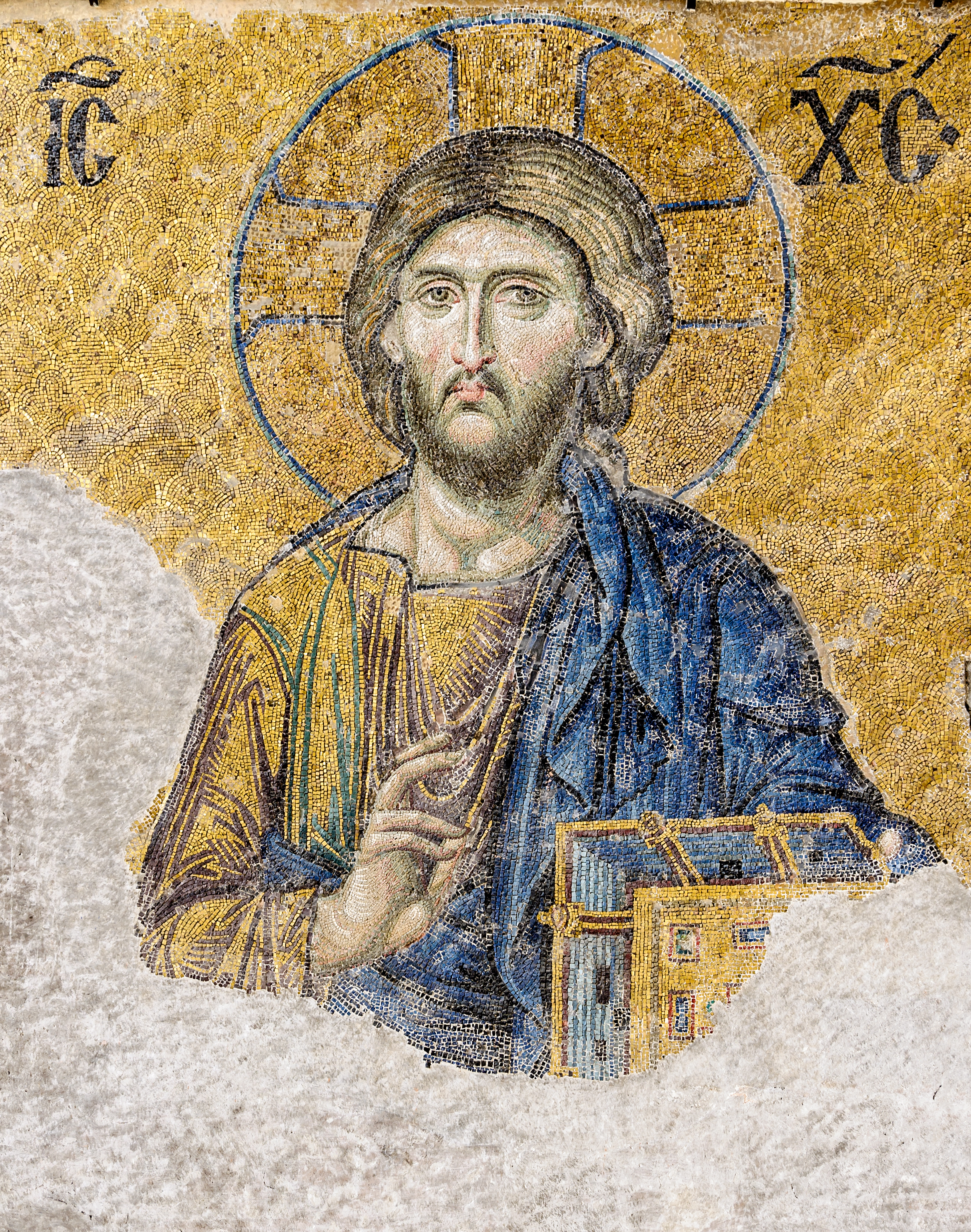
Christ pantocrator de la mosaïque de la déisis à Sainte-Sophie (Istanbul, Turquie).

Le Christ pantocrator est un Christ en gloire, c'est-à-dire la représentation artistique de Jésus-Christ dans son corps glorieux par opposition aux représentations plus humaines du Christ souffrant la Passion sur la Croix, ou celle de l'Enfant-Jésus. Il s'agit d'une représentation eschatologique de Jésus-Christ lors de la parousie à la fin des temps après le Jugement dernier. L'adjectif, venu du grec παντοκράτωρ / pantokrátôr, signifie « tout puissant » et cette toute-puissance est exprimée par une lumière sans ombre, par le nimbe qui entoure la tête et des symboles comme les lettres grecques : α et ω (alpha et oméga). Les trois lettres grecques Ο Ω Ν que l'on trouve fréquemment entourant la tête du Christ dans les icônes signifient "Celui qui est".
Le Christ pantocrator est une représentation privilégiée de l'art byzantin qui montre le Christ en buste, tenant le livre des Saintes Écritures dans la main gauche et levant la main droite dans un geste d'enseignement codifié qui invite à la vie éternelle.
Le Christ en majesté, autre forme du Christ en gloire, se distingue du Pantocrator par une représentation du corps complet du Christ, debout ou assis sur un trône au centre d'une mandorle : c'est la représentation privilégiée par l'Occident médiéval, particulièrement sur les tympans des églises romanes et gothiques.

## Iconographie
Le Christ pantocrator est représenté adulte, barbu, avec les cheveux longs. Il tient le plus souvent un livre et esquisse un geste de bénédiction, ses deux doigts tendus symbolisant la double nature, humaine et divine, du Christ et les trois autres joints figurant la Trinité. La difficulté pour les artistes de l'époque était effectivement d'arriver à représenter la nature humaine du Christ dévoilant la nature sacrée de Dieu à travers son visage.

## Diffusion
La plus ancienne représentation du Christ pantocrator conservée date du VIe siècle et se trouve au monastère Sainte-Catherine du Sinaï, en Égypte. Le réalisme de la figuration surprend par rapport aux œuvres datant du Moyen Âge. Le modèle du Christ pantocrator se répand à partir du IXe siècle, et reste surtout utilisé dans l'art byzantin, que ce soit dans les décorations intérieures des édifices religieux (fresques de l'ancienne basilique Sainte-Sophie à Istanbul, de la cathédrale de Cefalù, de la chapelle palatine du Palais des Normands à Palerme et de la cathédrale de Monreale en Sicile…) ou sur des icônes. Dans ces trois dernières églises siciliennes, le Christ est représenté la Bible ouverte sur laquelle figure l'inscription en grec et en latin Ego sum lux mundi. Qui sequitur me non ambulat in tenebris, sed habebit lumen vitae..
La plus grande représentation du Christ pantocrator est dans l'église Saint-Sava à Belgrade. Elle couvre la totalité du dôme de l'église, sur le modèle de Sainte Sophie, depuis effacé par les Ottomans, lors de la transformation de l'église en mosquée après la chute de Constantinople.
Cette figure du Christ Pantocrator influencera largement l'Occident chrétien qui privilégiera la représentation du Christ en pied, debout ou assis sur un trône, définissant ainsi un Christ en majesté, fréquemment représenté sur le tympan des cathédrales ou dans les arts décoratifs comme l'enluminure.
Après la chute de Constantinople en 1453, les artistes grecs orthodoxes fuient en Italie, où ils popularisent le Christ pantocrator, qui sera par la suite connu sous le nom en Occident de Salvator Mundi.

## Galerie

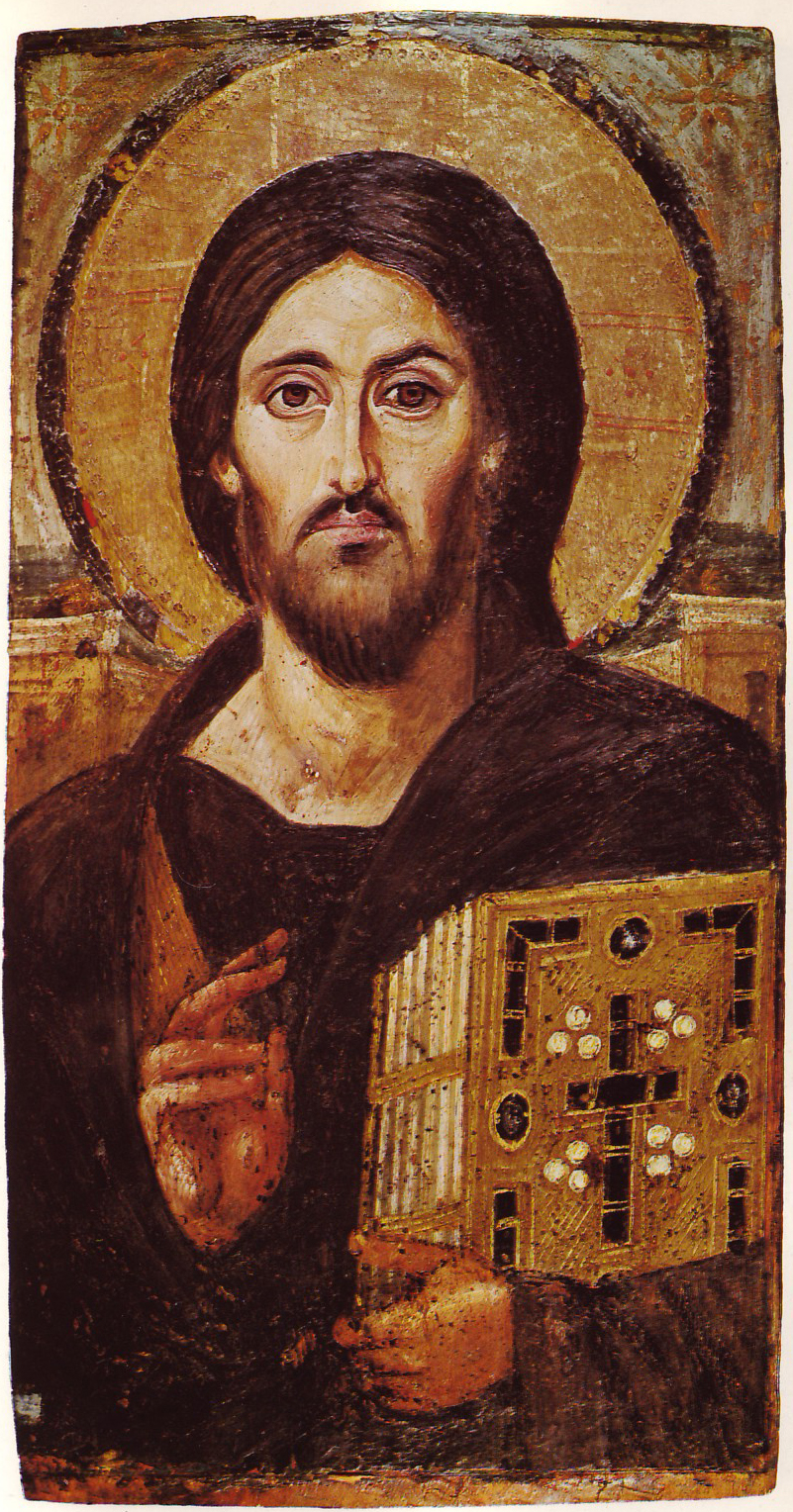
Icône du Christ pantocrator Monastère Sainte-Catherine Sinaï, VIe siècle.
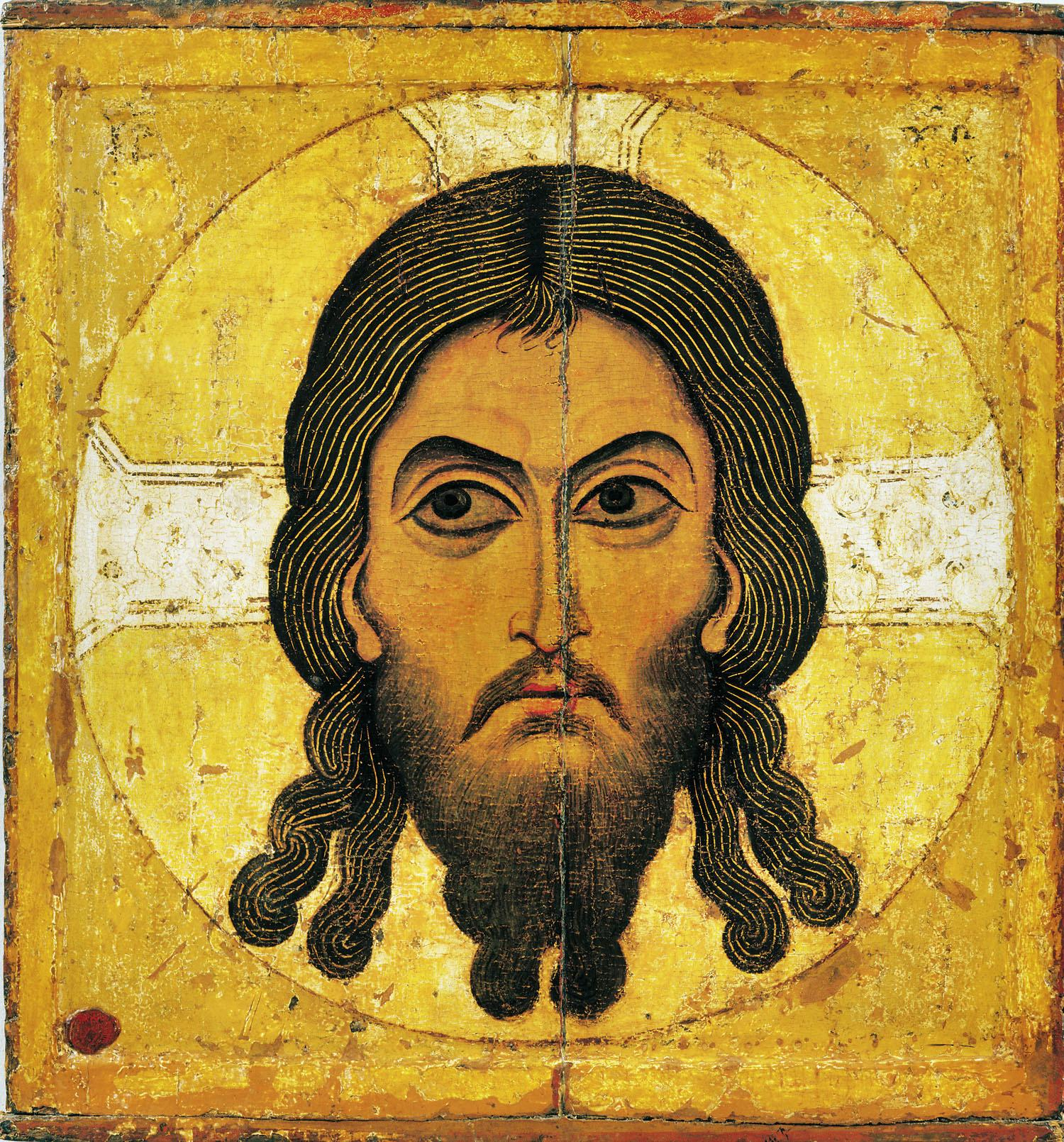
Sainte-Face Icône russe (circa 1100) Galerie Tretiakov, Moscou.
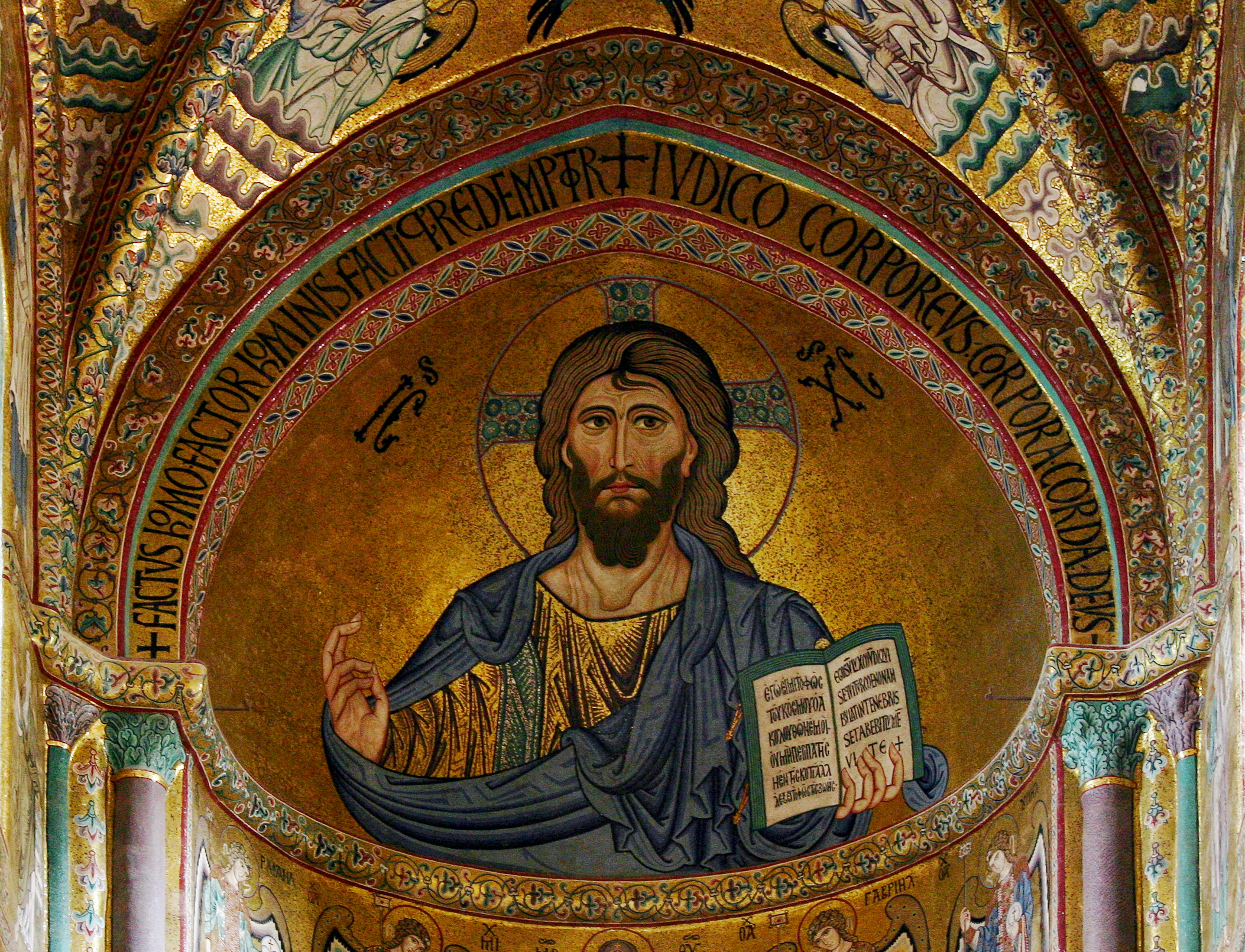
Christ pantocrator milieu du XIIe siècle Cefalù, Sicile.
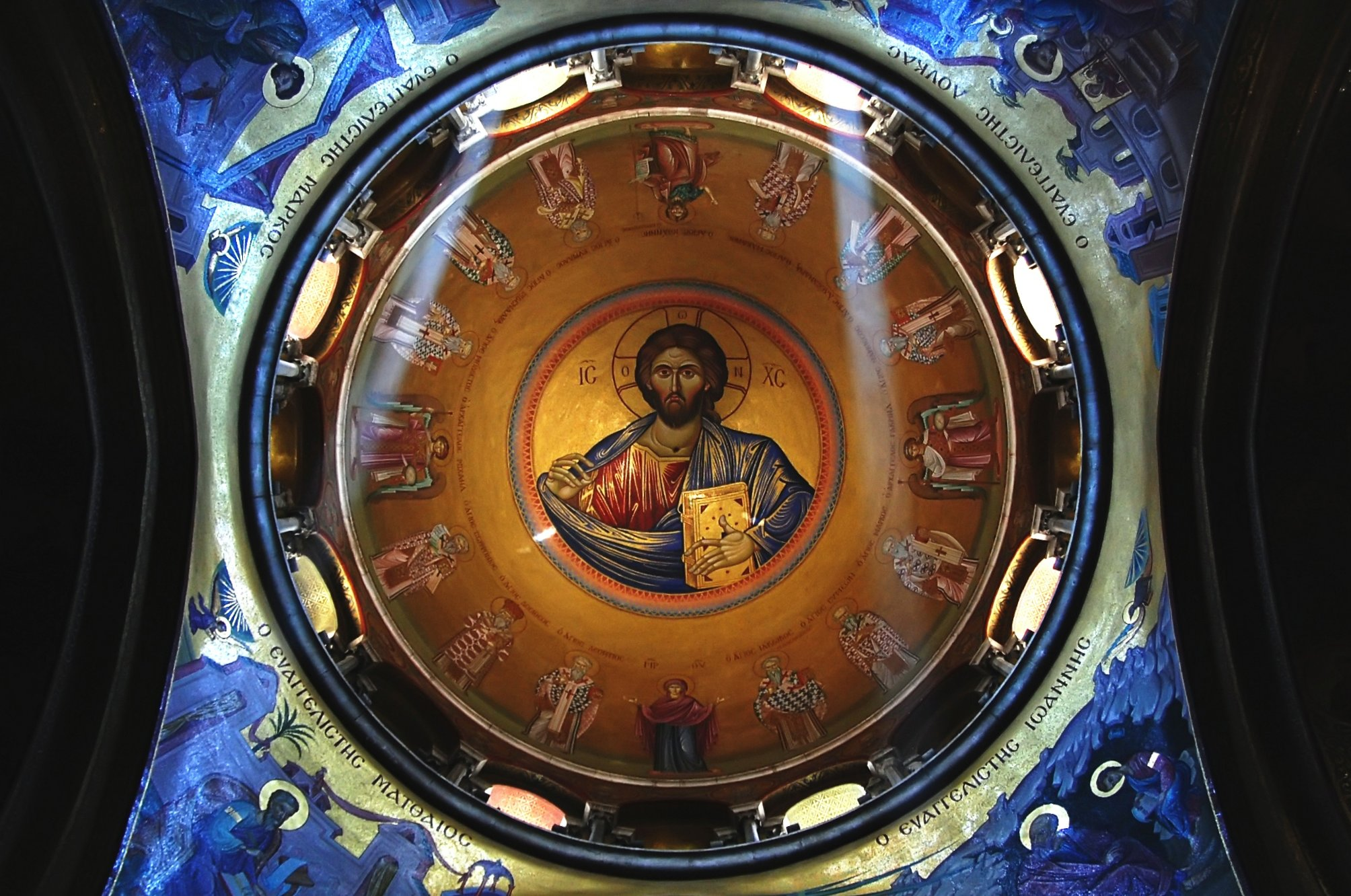
Catholicon du Saint-Sépulcre à Jérusalem.
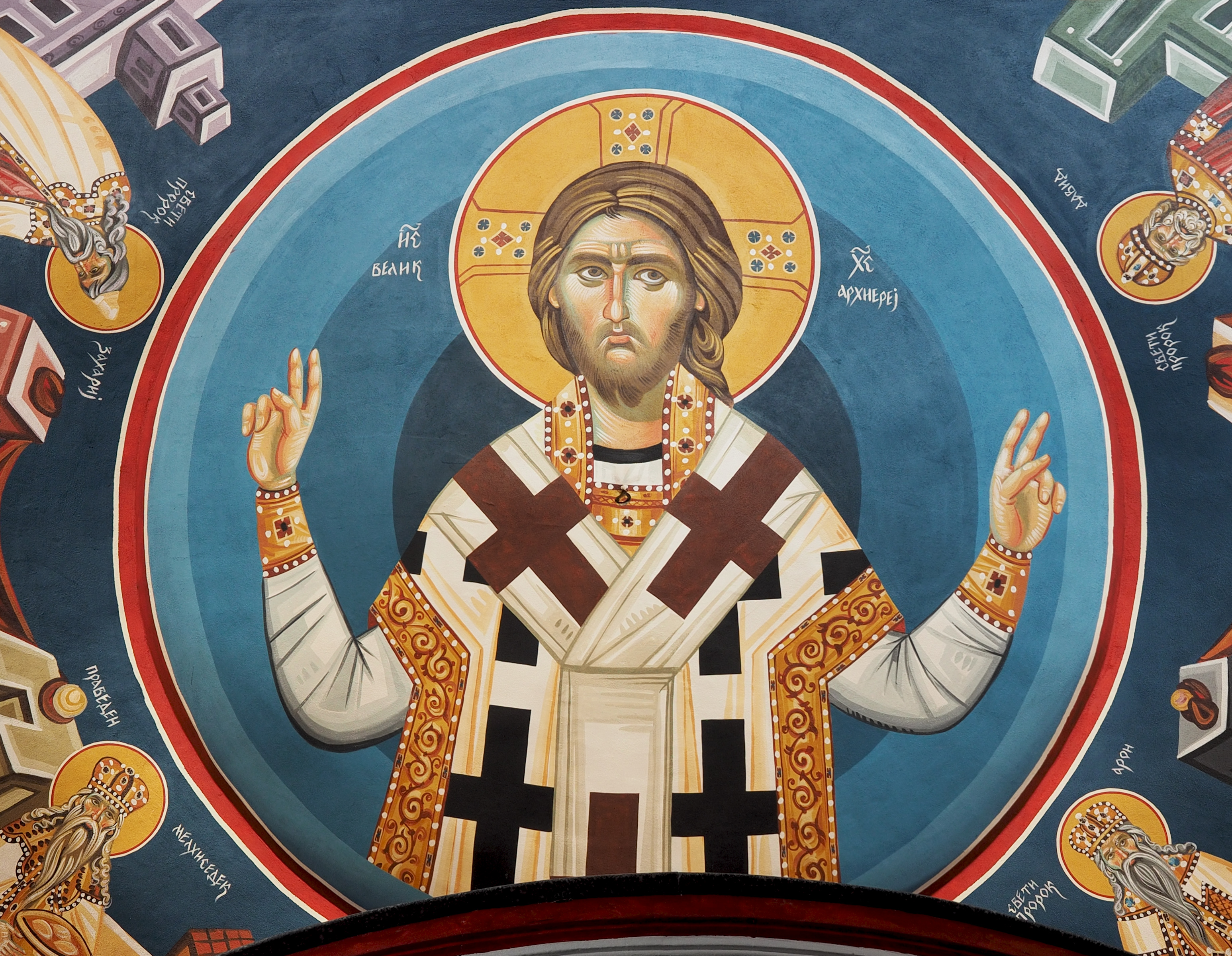
Fresque, Nativité à l'église Theotokos, Bitola, Macédoine.
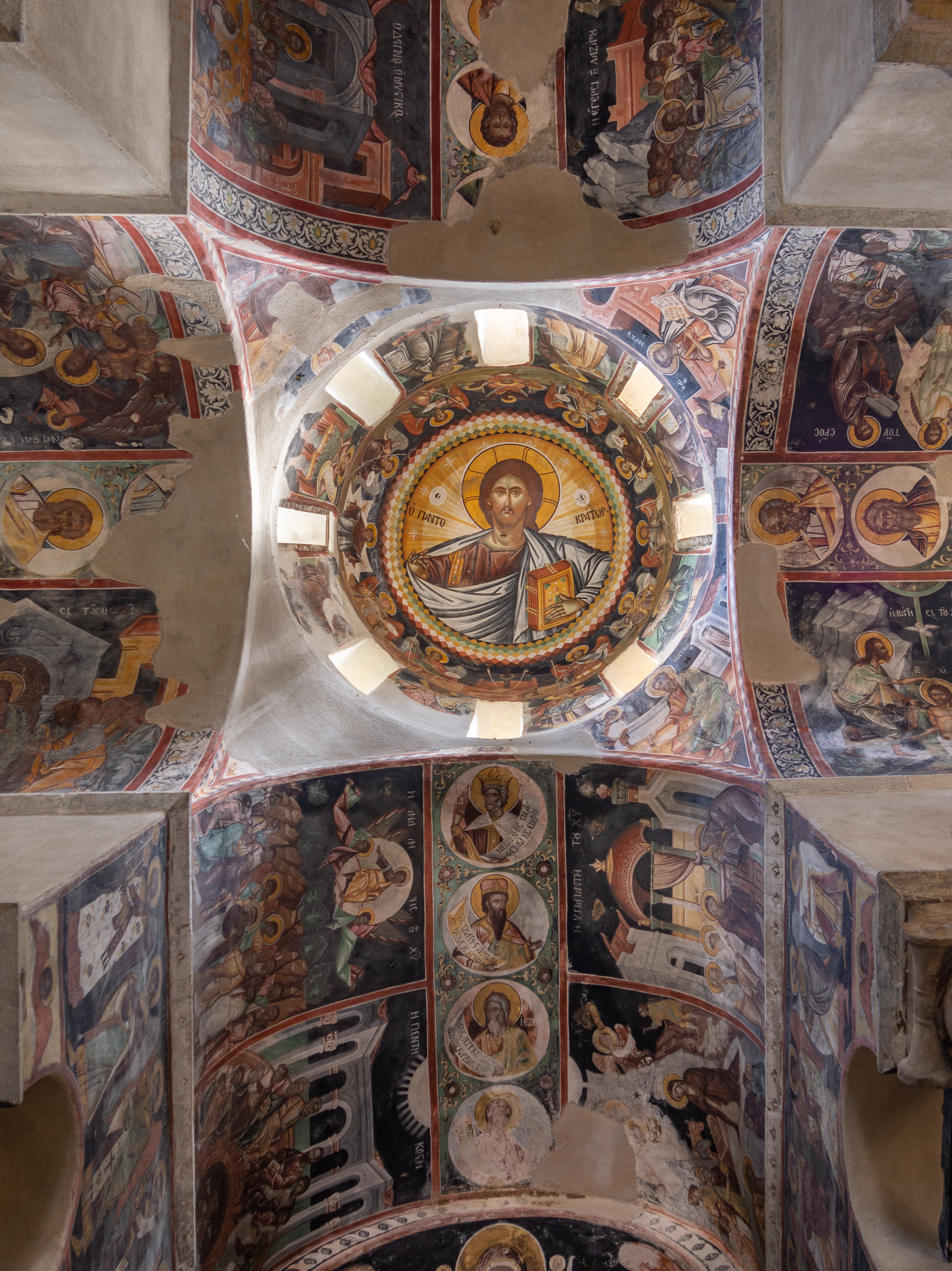
Fresques de la coupole du catholicon du Monastère de Kaisariani, XVIe siècle.
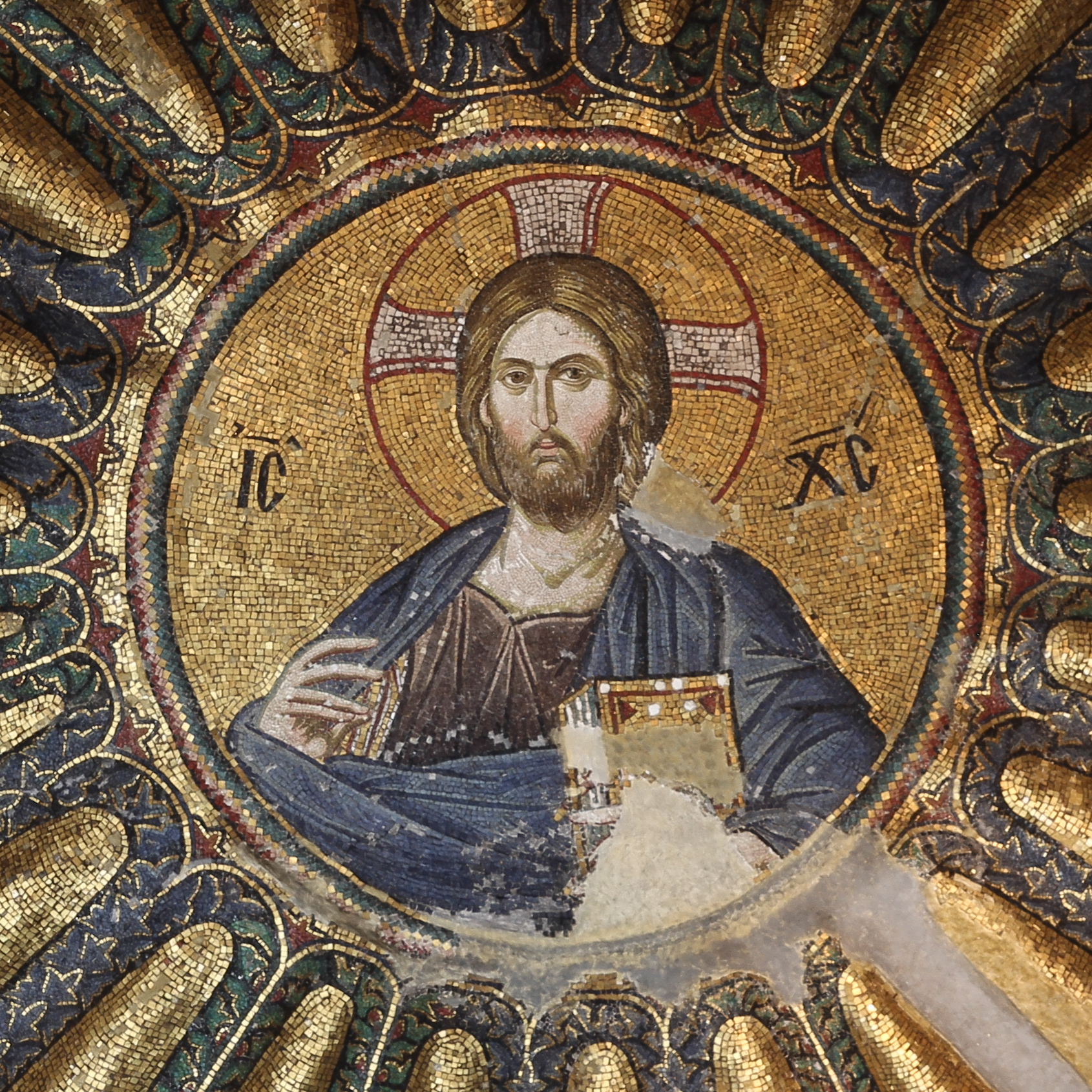
Fresques au sommet de la coupole sud de l'ésonarthex de l'ancienne église Saint-Sauveur-in-Chora, à Istanbul.
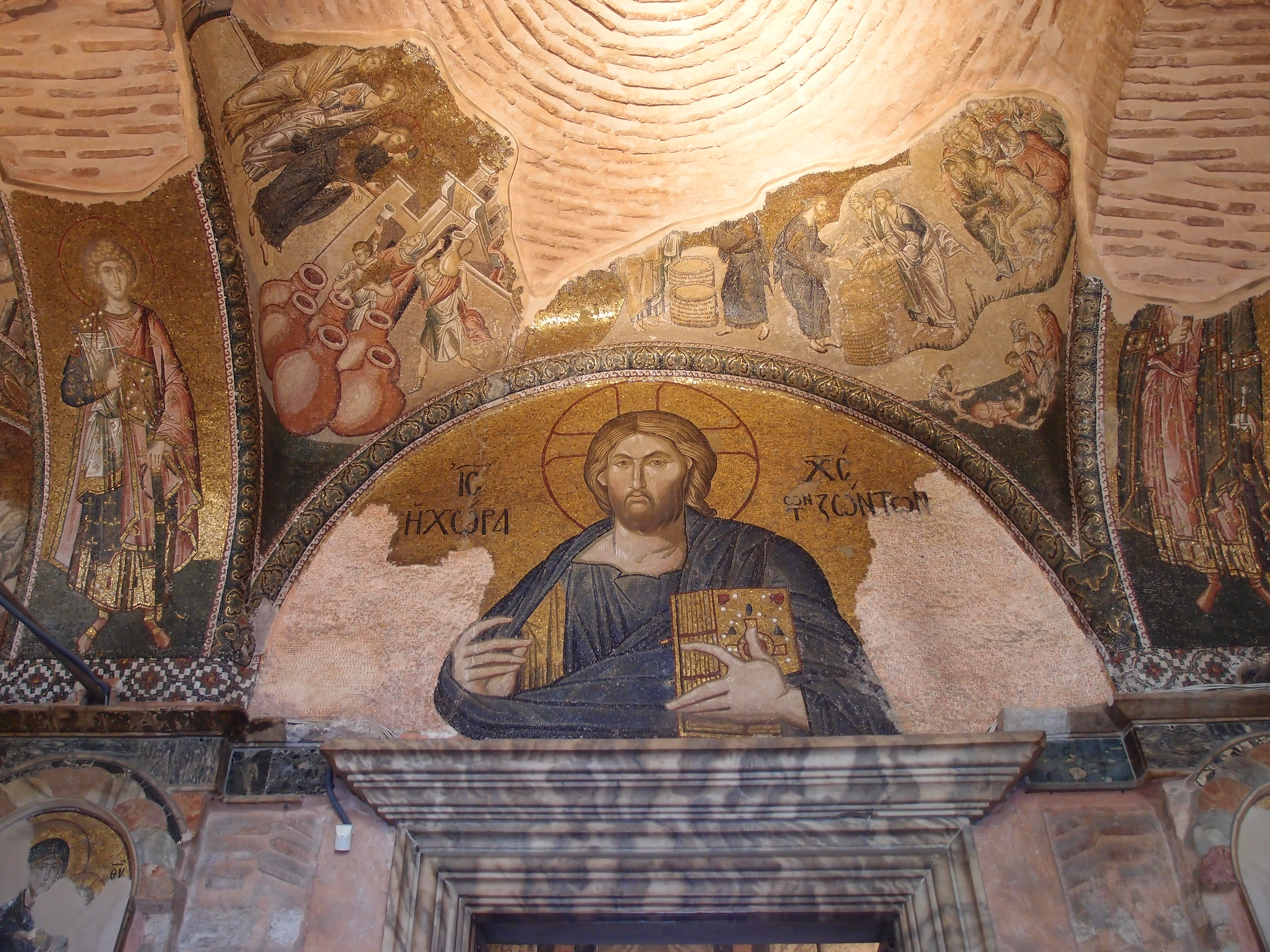
Mosaïque de la lunette surmontant la porte d'entrée vers l'ésonarthex de l'ancienne église Saint-Sauveur-in-Chora, à Istanbul.
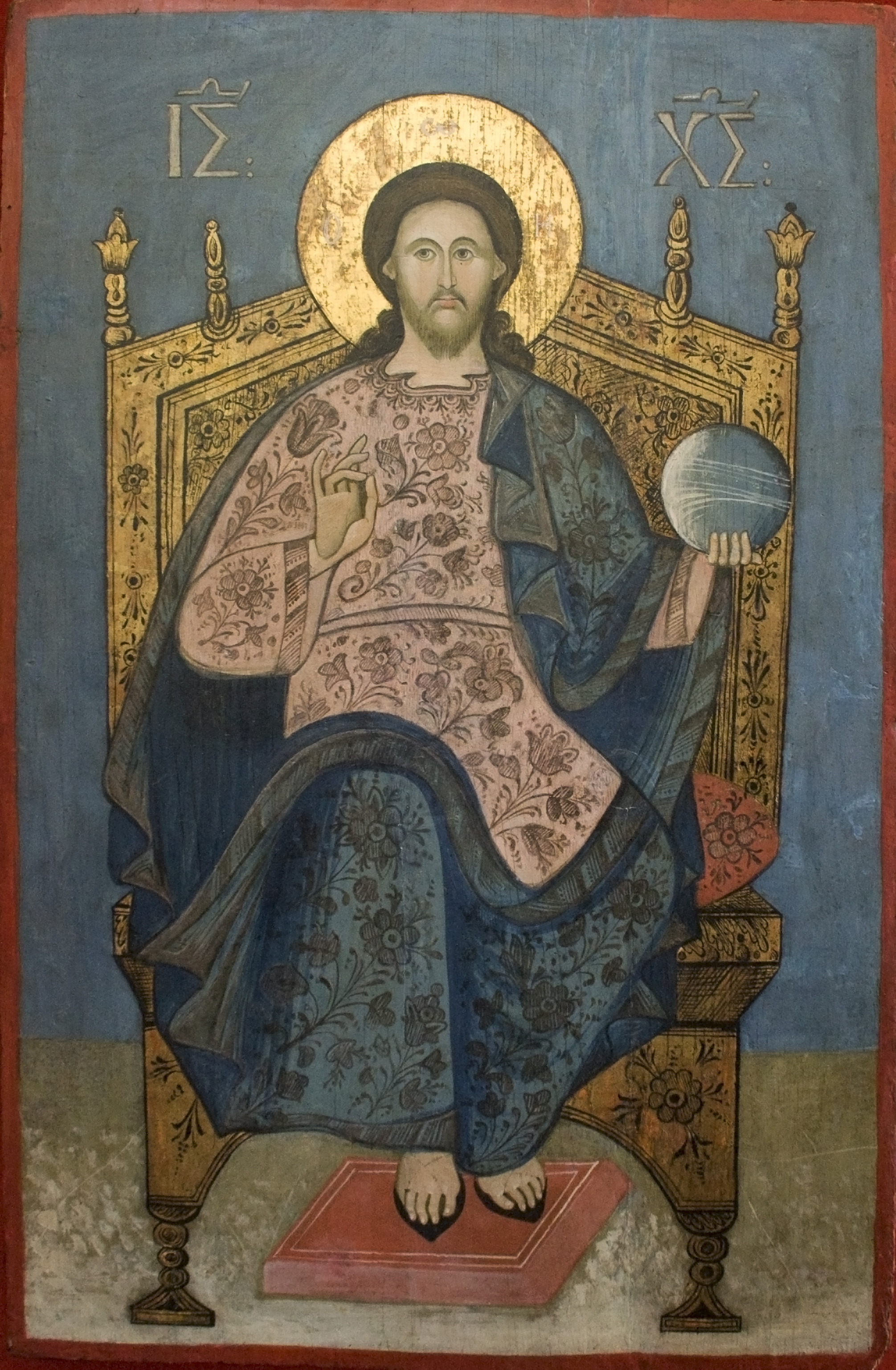
Tempera de l'atelier de Ráckeve, (v. 1765), église orthodoxe grecque et musée de Miskolc, Hongrie.